# Museo de Arte Popular Americano
El Museo de Arte Popular Americano Tomás Lago (MAPA) es un museo chileno ubicado en la Plataforma Cultural de la Universidad de Chile, en el Campus Juan Gómez Millas, en la comuna de Ñuñoa, Santiago, Chile.
Fue creado con motivo del primer centenario de la Universidad de Chile en 1942, oportunidad en la que la casa de estudios recibió muchos regalos, entre los que destacaban pequeñas colecciones de piezas de arte popular de diversos países. Con aquella colección se formó la primera exhibición, siendo inaugurado el 20 de diciembre de 1944.
Tomás Lago, de quien el museo recibe su actual nombre, lo encabezó desde su creación por más de veinte años. El MAPA fue durante varias décadas el único de su especie en América Latina. En la actualidad, la institución dependiente de la Facultad de Artes de la Universidad de Chile cuenta con más de 6000 piezas, que conforman la colección de artesanía tradicional más valiosa del país.

## Historia

### Antecedentes
La gestación de este centro patrimonial se inició en 1940, cuando la Comisión Chilena de Cooperación Intelectual que presidía entonces Amanda Labarca resolvió organizar la Primera Exposición de Artes Populares Americanas, para integrarla al programa de las actividades conmemorativas del centenario de la Universidad de Chile. Las gestiones de distintos personeros del Ministerio de Relaciones Exteriores —entre ellos, el propio Pablo Neruda en su faceta de diplomático, Juan Guzmán Cruchaga y Marta Brunet— hicieron posible la donación de valiosas piezas de arte popular por parte de siete naciones hermanas, que dieron a la exhibición una dimensión continental. La generosa respuesta de los gobiernos de Argentina, Bolivia, Colombia, Guatemala, México, Paraguay y Perú a la solicitud chilena fue decisiva para que la idea de un museo del folclore, largamente acariciada por Tomás Lago y las autoridades universitarias, pudiera finalmente cobrar vida.
La exposición celebrada entre abril y mayo de 1943 tuvo a Tomás Lago como Comisario General y a Isaías Cabezón como Asesor de Instalaciones; el diseño del catálogo se encargó a Mauricio Amster y las fotografías a Antonio Quintana. Refiriéndose al espíritu que inspiró el evento, el rector de la casa de estudios, Juvenal Hernández, entregó el siguiente mensaje:

Suspendidos [producto de la Segunda Guerra Mundial] los vínculos directos con los centros vivos de la civilización europea, de la cual en conjunto los pueblos de América somos herederos, se impone un examen de nuestros recursos vitales. Más aún, se impone estimular una voluntad afirmativa de existencia, volviéndonos hacia nosotros mismos y hacia nuestro pasado. [...] debemos recoger, ahora, el patrimonio inseparable de nuestro propio modo de ser, para dar cumplimiento a la responsabilidad histórica que afrontamos.

Debemos mirar nuestras propias cosas, nuestros usos, nuestras costumbres -que en el pueblo se conservan puros a través del tiempo y muestran su secreto en las formas sensibles- para sacar de allí una idea más exacta de nuestra realidad histórico-social (...).
Juvenal Hernández

Asimismo, en relación con el destino de las piezas exhibidas, señaló que «la totalidad de los aportes ha llegado en carácter de donación para constituir un Museo del Folklore».

### Fundación y desarrollo
Dicho proyecto se concretó el 20 de diciembre de 1944, cuando abrió sus puertas el Museo de Arte Popular Americano, en el Castillo Hidalgo del Cerro Santa Lucía. El fondo inicial del museo fueron las piezas enviadas desde el extranjero para la exposición de 1943 que, sumadas a las colecciones locales adquiridas por la Universidad, conformaron un rico acervo que incluyó ejemplares de alfarería, tejidos y cestería, talla en madera, orfebrería, trabajos en metal, instrumentos musicales y aperos de huaso, entre otros. Hacia 1969 la colección estaba compuesta por más de 30 mil piezas.
Anticipándose a discusiones que tendrían lugar décadas después en la palestra cultural, Lago define el Museo como una respuesta de la Universidad al llamado de vincular con más fuerza «su gestión educadora con los fenómenos de la cultura viva». Con esto, se otorgó un sitial de privilegio a una actividad históricamente relegada a la categoría de «arte menor», con la convicción de que cada pieza representa un testimonio de la memoria histórica del pueblo que lo creó. A partir de entonces, el Museo se convirtió en la primera institución oficial dedicada exclusivamente al estudio y la difusión de la cultura popular.
Ya desde el comienzo, sin embargo, Tomás Lago advertía que el espacio del recinto se hacía insuficiente para exhibir las colecciones en su totalidad. Esta sería la tónica de las distintas sedes que ocuparía el Museo a lo largo de su historia, que tras el alejamiento de su fundador en 1968 y con el advenimiento del dictadura militar en 1973 —que implicó la intervención de la casa de estudios— se tornó accidentada y sombría, marcada por el abandono, los cierres temporales y los traslados sucesivos. Tanto así, que aún no es posible dimensionar del todo la magnitud del deterioro y la pérdida patrimonial que sufrió la institución durante este período.
En 1998, rebautizado como Museo de Arte Popular Americano Tomás Lago, fue instalado en una casona de calle Compañía, en el Barrio Yungay, sede que tampoco reunía las condiciones para un óptimo funcionamiento, especialmente en lo que a la preservación y almacenamiento de las piezas se refiere. No obstante ello, durante este período se dio inicio a una serie de trabajos de catalogación y conservación, tendientes a ordenar y modernizar la gestión de las colecciones. Gracias a la obtención de Fondos Bicentenario, esta tarea de largo aliento fue concluida en el 2011, año en que el Museo abrió su nueva sala de exposiciones en el Centro Cultural Gabriela Mistral (GAM).
El 1 de abril de 2023 el museo comenzó a funcionar en la Plataforma Cultural de la Universidad de Chile, ubicado en el campus Juan Gómez Millas, con la muestra Imaginarios sin fronteras, que incluye las piezas más significativas de la colección del museo.